# Pierre Blomevenna
Pierre Blomevenna (Pieter Blomeveen, Pierre de Leyde, Petrus Leydensis, Petrus Blomevenna, Petrus Blomenvenna), né à Leyde le 29 mars 1466 et mort à Cologne le 30 septembre 1536, est un moine chartreux qui fut prieur de la chartreuse de Cologne de 1507 à 1536, auteur de textes ascétiques, et favorisa la recherche intellectuelle à une époque où l'Allemagne entrait dans la période de troubles de la Réforme protestante.

## Biographie
À cause de l'avarice de ses parents, pourtant appartenant à un milieu aisé, il passe ses premières années dans la pauvreté et les difficultés ; il étudie à la faculté des arts de Cologne à partir de 1483, puis entre en 1489 chez les chartreux, où il fait profession le 7 mars 1490. Il se distingue par sa piété et ses capacités intellectuelles. Il est proche du chartreux Werner Rolevinck (mort en 1502). Il est élu à l'âge de quarante ans prieur de la chartreuse de Cologne, charge qu'il assume jusqu'à sa mort. En ces temps troublés, il met l'accent sur une mystique plus personnelle et sur les exigences de la règle de son ordre. La chartreuse devient rapidement un foyer intellectuel et mystique de l'époque. Il compose des traités dont certains polémiques (contre les anabaptistes par exemple, qui s'étaient emparé de Münster en février 1534). Dans son Enchiridion sacerdotum (1532), il précise le mystère de la Sainte Eucharistie . Son De Bonitate divina inspire de nombreux prédicateurs. Il publie dès 1509 Le Miroir de perfection du franciscain flamand Harphius (1410-1477) et traduit aussi en latin son traité Directorium Aureum Contemplativorum, qu'il complète de notes explicatives. Il édite de nombreux textes de Denis le Chartreux et s'oppose  au protestantisme naissant dans  Assertio Purgatorii en 1534, à propos du purgatoire et des anabaptistes, dans De Auctoriate Ecclesiae en 1535 sur l'autorité enseignante de l'Église, dans De Vario Modo adorandi Deum, Sanctos et eorum Imagines en 1535, à propos des images et du culte de Dieu dans la beauté, ou Candela Evangelica publié en 1536.
Sous le priorat de Pierre de Leyde à partir de 1506-1507, la chartreuse de Cologne est à moitié affranchie de la tutelle de la ville de Cologne et de son prince-archevêque et devient un foyer de la pensée mystique, de la Devotio moderna. Profitant des progrès de l'imprimerie, elle diffuse outre les écrits de Harphius, ceux de Tauler (dont pourtant Luther se réclamera), Suso, Lanspergius (disciple de Pierre Blomevenna) ou encore de Ruysbroek, l'Imitation de Jésus-Christ, et surtout des œuvres de Denys le Chartreux (1424-1471), le doctor ecstaticus. Il fait éditer par exemple D. Dionysii Carthusiani Contra Alchoranum et sectam Machometicam libri quinque contre la « secte mahométane »  avec une introduction composée par lui. Sous son priorat, la chartreuse de Cologne est florissante avec entre 16 et 25 moines profès et 16 à 17 frères convers.
En 1520-1530, Pierre fait construire une extension en dehors de la clôture spirituelle afin de recevoir les visiteuses désirant suivre la direction spirituelle des chartreux. La rédactrice de La Perle évangélique (restée anonyme) qu'il dirige faisait partie de celles-ci, sans doute de pieuses béguines à l'instar de Marie Van Houte d'Oisterwijk. La chartreuse de Cologne donne aussi des conseils aux premiers jésuites (Pierre Favre et Pierre Canisius). Les écrits de Pierre Blomevenna sont imprimés en 1538 par Dietrich Loher.
Gérard Kalkbrenner (1494-1566) lui succède comme prieur.

## Quelques œuvres
- Sermo de sancto Brunone (1516)[10]
- Vita sancti Brunonis (1516)[11]
- De bonitate divina

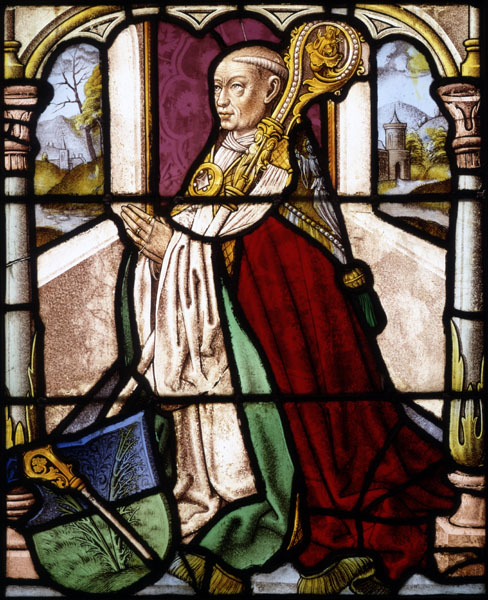
Vitrail de Pierre Blomevenna (1510-1530)

- Modus legendi Rosarium B. Mariæ Virginis (publié à la fin du Directorium aureum contemplativorum d'Harphius, publié par lui en 1509, 1510 et 1513[12]), à propos du rosaire carthusien
- Enchiridion sacerdotum in quo quae ad divinissimam Eucharistiam et sacratissimae Missae officium attinent (1532)
- D. Dionysii Carthusiani, de his quae secundas Sacras Scripturas et orthodoxorum patrum sententias... catholice credantur... [cum epistolae noncupatoriis P. Blomevennae et T. Loer a Stratis] (1535)